# 大和フード&アグリ
大和フード&アグリ（だいわフード&アグリ）は、東京都千代田区丸の内一丁目に本社を置くアグリビジネス企業。株主は、大和証券グループ本社（100％）である。

## 概要
農業・食料分野を取巻く社会課題を解決すべく、大和フード&アグリ（DFA）を設立。この取り組みで、持続可能な開発目標（SDGs）達成に貢献。

## 沿革
- 2018年（平成30年）- 11月1日、大和証券グループ本社がフード・アグリ領域に事業領域を拡大していくことを目指し設立[1][2]。
- 2019年（平成31年）- 1月30日、プラネット・テーブル[3]と生産者等に向けたファイナンス・プラットフォームの共同設立に向け、資本業務提携を締結[4][5][6]。